# 靳承序
靳承序（1938年—2022年11月7日），河北灵寿县人，山西省政协副主席、中华人民共和国政治人物。

## 生平
1964年毕业于北京矿业学院（今中国矿业大学），留校任教，北京矿业学院助教。后历任大同矿务局副局长、山西省经委副主任、主任兼山西经济管理干部学院院长，1991年任山西省省长助理、第七届政协副主席。1998年，任省第八届政协副主席，中共山西省第五届委员会委员，山西省第七届人大代表。2008年，担任山西省实业家联合会会长。